# Provincie Dewa

Mapa japonských provincií se zvýrazněnou provincií Dewa

Provincie Dewa (japonsky: 出羽国; Dewa no kuni) byla stará japonská provincie na severu ostrova Honšú. Na jejím území se dnes rozkládají prefektury Jamagata a Akita (s výjimkou měst Kazuno a Kosaka).
Provincie Dewa se v roce 708 odštěpila od provincie Ečigo a postupně rozšiřovala své území směrem na sever tak, jak Japonci vytlačovali původní obyvatele severního Honšú.
Během období Sengoku ovládal jižní část provincie kolem Jamagaty klan Mogami a severní část klan Akita. Oba klany bojovaly v bitvě u Sekigahary na straně Iejasua Tokugawy.
Na počátku období Meidži byla Dewa na krátkou dobu rozdělena na provincie Uzen a Ugo před tím než byl zaveden systém prefektur.